# Bryan Fogarty
Pour les articles homonymes, voir Fogarty.
Bryan Fogarty (né le 11 juin 1969 à Brantford, dans la province de l'Ontario au Canada - mort le 6 mars 2002 à Myrtle Beach, Caroline du Sud aux États-Unis) est un joueur professionnel canadien de hockey sur glace.

## Carrière de joueur
Défenseur à caractère offensif, il fut considéré par plusieurs comme étant le futur Bobby Orr. Il fracassa plusieurs records au niveau junior ce qui lui permit d'être sélectionné en première ronde lors du repêchage de 1987 de la LNH par les Nordiques de Québec.
Il évolua quatre saisons dans l'organisation des Nordiques. Il connut des débuts difficiles dans la Ligue nationale de hockey dû à son alcoolisme grandissant. On l'envoya même suivre un cure dans un centre de réhabilitation au Minnesota. Il fut aussi co-chambreur d'un autre joueur ayant des problèmes similaires, soit John Kordic. Ce dernier rechuta en janvier 1992 et mourut quelques mois plus tard d'un arrêt cardiaque. Fogarty retomba alors dans l'alcool, se blamant de la mort de son coéquipier. L'équipe décida de se départir de lui et l'échangea aux Penguins de Pittsburgh en retour de Scott Young. Il n'y jouera que 12 parties.
Il signa un contrat avec les Canadiens de Montréal à la fin de la saison 1993-1994 et jouera une vingtaine de parties sur deux saisons. Ce sont ses dernières parties dans la LNH. Il signa des contrats avec plusieurs autres clubs de la ligue sans jamais se tailler un poste avec le grand club. Il joue jusqu'en 2001 dans les ligues mineures nord-américaine et dans les ligue européennes.
En 2002, il mourut d'un arrêt cardiaque alors qu'il était en vacances à Myrtle Beach aux États-Unis.

## Statistiques
| Saison     | Équipe                    | Ligue      |     | Saison régulière | Saison régulière | Saison régulière | Saison régulière | Saison régulière |    | Séries éliminatoires | Séries éliminatoires | Séries éliminatoires | Séries éliminatoires | Séries éliminatoires |
| Saison     | Équipe                    | Ligue      | PJ  | B                | A                | Pts              | Pun              | PJ               | B  | A                    | Pts                  | Pun                  |                      |                      |
| 1983-1984  | Alexanders de Brantford   | LHO        | 1   | 0                | 1                | 1                | 0                | -                | -  | -                    | -                    | -                    |                      |                      |
| 1984-1985  | Tigers d'Aurora           | LHJAO      | 42  | 9                | 12               | 21               | 57               | 14               | 9  | 27                   | 36                   | 50                   |                      |                      |
| 1985-1986  | Canadians de Kingston     | LHO        | 47  | 2                | 19               | 21               | 14               | 10               | 1  | 3                    | 4                    | 4                    |                      |                      |
| 1986-1987  | Canadians de Kingston     | LHO        | 56  | 20               | 50               | 70               | 46               | 12               | 2  | 3                    | 5                    | 5                    |                      |                      |
| 1987-1988  | Canadians de Kingston     | LHO        | 48  | 11               | 36               | 47               | 50               | -                | -  | -                    | -                    | -                    |                      |                      |
| 1988-1989  | Thunder de Niagara Falls  | LHO        | 60  | 47               | 108              | 155              | 88               | 17               | 10 | 22                   | 32                   | 36                   |                      |                      |
| 1989-1990  | Citadels d'Halifax        | LAH        | 22  | 5                | 14               | 19               | 6                | 6                | 4  | 2                    | 6                    | 0                    |                      |                      |
| 1989-1990  | Nordiques de Québec       | LNH        | 45  | 4                | 10               | 14               | 31               | -                | -  | -                    | -                    | -                    |                      |                      |
| 1990-1991  | Citadels d'Halifax        | LAH        | 5   | 0                | 2                | 2                | 0                | -                | -  | -                    | -                    | -                    |                      |                      |
| 1990-1991  | Nordiques de Québec       | LNH        | 45  | 9                | 22               | 31               | 24               | -                | -  | -                    | -                    | -                    |                      |                      |
| 1991-1992  | Citadels d'Halifax        | LAH        | 2   | 0                | 0                | 0                | 2                | -                | -  | -                    | -                    | -                    |                      |                      |
| 1991-1992  | Nighthawks de New Haven   | LAH        | 4   | 0                | 1                | 1                | 6                | -                | -  | -                    | -                    | -                    |                      |                      |
| 1991-1992  | Lumberjacks de Muskegon   | LIH        | 8   | 2                | 4                | 6                | 30               | -                | -  | -                    | -                    | -                    |                      |                      |
| 1991-1992  | Nordiques de Québec       | LNH        | 20  | 3                | 12               | 15               | 16               | -                | -  | -                    | -                    | -                    |                      |                      |
| 1992-1993  | Lumberjacks de Cleveland  | LIH        | 15  | 2                | 5                | 7                | 8                | 3                | 0  | 1                    | 1                    | 17                   |                      |                      |
| 1992-1993  | Penguins de Pittsburgh    | LNH        | 12  | 0                | 4                | 4                | 4                | -                | -  | -                    | -                    | -                    |                      |                      |
| 1993-1994  | Thunder de Las Vegas      | LIH        | 33  | 3                | 16               | 19               | 38               | -                | -  | -                    | -                    | -                    |                      |                      |
| 1993-1994  | Blades de Kansas City     | LIH        | 3   | 2                | 1                | 3                | 2                | -                | -  | -                    | -                    | -                    |                      |                      |
| 1993-1994  | Knights d'Atlanta         | LIH        | 8   | 1                | 5                | 6                | 4                | -                | -  | -                    | -                    | -                    |                      |                      |
| 1993-1994  | Canadiens de Montréal     | LNH        | 13  | 1                | 2                | 3                | 10               | -                | -  | -                    | -                    | -                    |                      |                      |
| 1994-1995  | Canadiens de Montréal     | LNH        | 21  | 5                | 2                | 7                | 34               | -                | -  | -                    | -                    | -                    |                      |                      |
| 1995-1996  | Moose du Minnesota        | LIH        | 17  | 3                | 12               | 15               | 24               | -                | -  | -                    | -                    | -                    |                      |                      |
| 1995-1996  | Vipers de Détroit         | LIH        | 18  | 1                | 5                | 6                | 14               | -                | -  | -                    | -                    | -                    |                      |                      |
| 1995-1996  | HC Davos                  | LNA        | 3   | 1                | 1                | 2                | 0                | -                | -  | -                    | -                    | -                    |                      |                      |
| 1996-1997  | Blades de Kansas City     | LIH        | 22  | 3                | 9                | 12               | 10               | -                | -  | -                    | -                    | -                    |                      |                      |
| 1996-1997  | Milan 24                  | Alpenliga  | 7   | 3                | 7                | 10               | 10               | -                | -  | -                    | -                    | -                    |                      |                      |
| 1996-1997  | Milan 24                  | Série A    | 16  | 8                | 20               | 28               | 30               | -                | -  | -                    | -                    | -                    |                      |                      |
| 1997-1998  | Scorpions de Hannover     | DEL        | 39  | 8                | 17               | 25               | 75               | 4                | 1  | 0                    | 1                    | 2                    |                      |                      |
| 1998-1999  | Kingfish de Baton Rouge   | ECHL       | 5   | 4                | 3                | 7                | 24               | 4                | 1  | 3                    | 4                    | 8                    |                      |                      |
| 1998-1999  | Ice d'Indianapolis        | LIH        | 36  | 7                | 15               | 22               | 28               | -                | -  | -                    | -                    | -                    |                      |                      |
| 1999-2000  | Scorpions de Hannover     | DEL        | 22  | 5                | 11               | 16               | 34               | 8                | 2  | 6                    | 8                    | 6                    |                      |                      |
| 1999-2000  | Speed de Knoxville        | UHL        | 16  | 5                | 12               | 17               | 29               | -                | -  | -                    | -                    | -                    |                      |                      |
| 1999-2000  | Maple Leafs de Saint-Jean | LAH        | 3   | 0                | 0                | 0                | 0                | -                | -  | -                    | -                    | -                    |                      |                      |
| 2000-2001  | Jackals d'Elmira          | UHL        | 18  | 1                | 8                | 9                | 16               | -                | -  | -                    | -                    | -                    |                      |                      |
| 2000-2001  | Tornado de Huntsville     | LCH        | 11  | 1                | 4                | 5                | 16               | -                | -  | -                    | -                    | -                    |                      |                      |
| Totaux LNH | Totaux LNH                | Totaux LNH | 156 | 22               | 52               | 74               | 119              | -                | -  | -                    | -                    | -                    |                      |                      |

## Trophées et honneurs personnels
- Ligue de hockey de l'Ontario
  - 1987 et 1989 : nommé dans la 1re équipe d'étoiles
  - 1989 : gagne le trophée Eddie-Powers
  - 1989 : gagne le trophée Max-Kaminsky
- Ligue canadienne de hockey
  - 1989 : défenseur de l'année
  - 1989 : joueur de l'année

## Records
- Ligue de hockey de l'Ontario
  - Plus de buts dans une saison pour un défenseur - 47 : 1988-1989
  - Plus d'assistances dans une saison pour un défenseur - 108 : 1988-1989
  - Plus de points dans une saison pour un défenseur - 155 (47B - 108A) : 1988-1989
  - Plus de points dans une partie pour un défenseur - 8 (3B - 5A) : 11 novembre 1988 contre les Wolves de Sudbury
- Ligue canadienne de hockey
  - Plus de points dans une saison pour un défenseur - 155 (47B - 108A) : 1988-1989

## Transactions en carrière
- 10 mars 1992 : échangé aux Penguins de Pittsburgh par les Nordiques de Québec en retour de Scott Young.
- 28 septembre 1993 : signe un contrat comme agent-libre avec le Lightning de Tampa Bay.
- 25 février 1994 : signe un contrat comme agent-libre avec les Canadiens de Montréal.
- 8 septembre 1995 : signe un contrat comme agent-libre avec les Sabres de Buffalo.
- 2 septembre 1998 : signe un contrat comme agent-libre avec les Blackhawks de Chicago.
- 14 septembre 1999 : signe un contrat comme agent-libre avec les Maple Leafs de Toronto.